# Ahornach

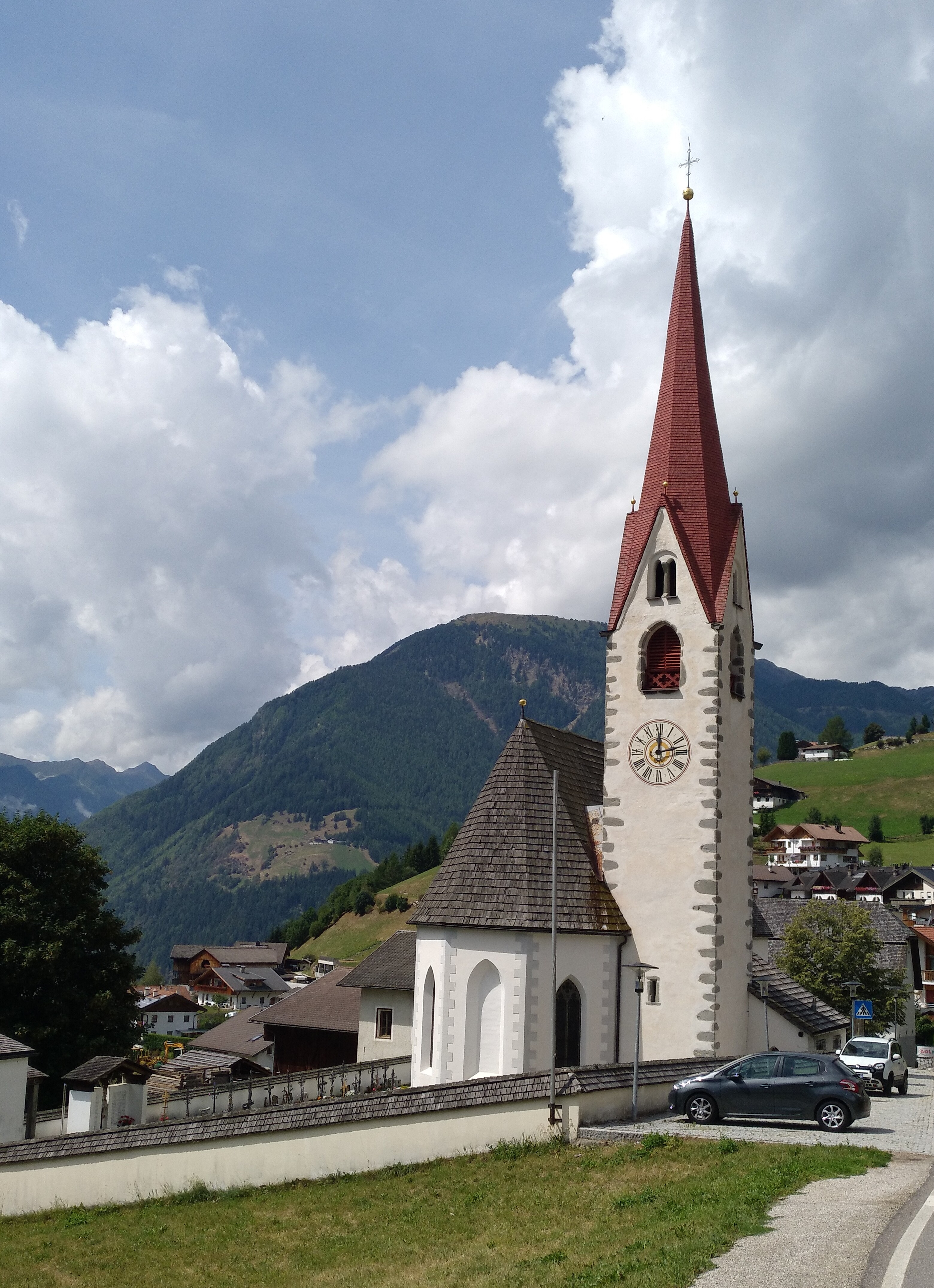
Kirche St. Anna in Ahornach

Ahornach (italienisch Acereto; im lokalen Tiroler Dialekt erstsilbenbetontes Fochina) ist eine Fraktion der Marktgemeinde Sand in Taufers in Südtirol (Italien).

## Lage
Ahornach liegt auf 1334 m nordöstlich des Hauptortes Sand in Taufers an den Nordhängen des Tauferer Tals über dem Ausgang des Reintals. Zu Ahornach rechnet auch die etwas nördlicher gelegenen Streusiedlung Pojen (mit der darüber gelegenen Pojenalm). Hausberg des Ortes ist der 3059 m hohe Große Moosstock. Aufgrund der guten Windbedingungen wird Ahornach oft von Drachenfliegern und Paragleitern als Startort für einen Flug hinunter ins Tauferer Tal verwendet.

## Geschichte
Ahornach ist im späten 12. Jahrhundert (ca. 1197) als „Ahernach“ in einer Traditionsnotiz des Augustinerchorherrenstifts Neustift bei Brixen ersturkundlich genannt. Der Name ist gebildet aus ahd. ahorn und dem Kollektivsuffix -ach und bedeutet ‚Gelände mit Ahornbewuchs‘.
1225 übertrug der edelfreie Hugo von Taufers dem Hochstift Brixen Einkünfte in Boyen (Pojen) und Hernach (Ahornach) als Teil der Gerichtsherrschaften Uttenheim und Taufers.
1929 wurde das bis dahin eigenständige Ahornach – im Zuge der von der faschistischen Administration vorangetriebenen Gemeindefusionen – der Gemeinde Sand in Taufers zugeschlagen.
Der Ort war über Jahrhunderte nur durch einen Fußsteig von St. Moritzen (Sand in Taufers) aus erreichbar. Erst 1967 konnte – nach langen Verzögerungen und teilweise kontroversiellen Planungen – eine Straßenverbindung eröffnet werden, die kurz nach dem Toblhof als Abzweig der Verbindung Sand–Rein ihren Ausgang nimmt und über den Ortsteil Untergasse führt.

## Kirche
Die Kirche in Ahornach wurde 1512 im spätgotischen Stil vom Pfalzener Steinmetz Valentin Winkler errichtet und  im Jahr 1519 geweiht. Der spitze rote Kirchturm wurde 1558 vollendet. Geweiht ist die Ahornacher Pfarrkirche der heiligen Anna, der Mutter Marias.

## Schule
In Ahornach gibt es eine Grundschule für die deutsche Sprachgruppe.

## Persönlichkeiten
- Hans Kammerlander (* 1956), Südtiroler Extrembergsteiger und -skifahrer, in Ahornach geboren